# The Apples in Stereo
The Apples in Stereo es una banda de indie rock estadounidense asociada con Elephant Six, un colectivo de bandas que incluye a Neutral Milk Hotel y The Olivia Tremor Control. El grupo fue fundado por el guitarrista y vocalista principal Robert Schneider, quien ha compuesto la mayoría de la música y las letras. En la actualidad, The Apples in Stereo está conformada por John Hill (guitarra rítmica), Eric Allen (bajo), Ben Phelan (teclados), John Dufilho (batería) y John Ferguson (teclados). El trabajo de la banda se ha comparado a menudo con el rock psicodélico de The Beatles y The Beach Boys de la década de 1960.

## Historia

### Formación y primeros años
A finales de 1991, Robert Schneider se conoció con Jim McIntyre en un autobús de pasajeros en Denver, Colorado. Schneider se había mudado recientemente a Colorado desde Ruston, Louisiana. Cuando Schneider le comentó a McIntyre que su interés era la música, McIntyre mencionó a su banda favorita: The Beach Boys. Al darse cuenta de que compartían intereses musicales, McIntyre presentó a Schneider a Hilarie Sidney, con quien McIntyre tenía un grupo llamado Von Hemmling donde tocaba el bajo y Sidney la batería. Con Schneider, discutieron la idea de crear una banda y un sello discográfico. Schneider se reunió más tarde con Chris Parfitt, quien ya tenía un grupo en ese momento. Schneider y Parfitt se hicieron amigos y jugaron con la idea de tener una banda de rock similar a The Velvet Underground o Black Sabbath, con una producción de cualidades similares a The Beach Boys.
Schneider, a continuación, pasó dos semanas en Georgia, grabando música y pasando el tiempo con sus amigos de la infancia Will Cullen Hart, Bill Doss y Jeff Mangum. Se refirió a la idea de iniciar un sello discográfico con ellos, que pronto se convirtió en The Elephant Six Recording Company. También fue en este momento que surgió el nombre "The Apples", inspirado en la canción de Pink Floyd "Apples and Oranges". La primera formación de The Apples in Stereo sé concretó en 1992 tras el regreso de Schneider a Denver con Schneider y Parfitt, quienes tocaban la guitarra. Sus primeros shows en vivo tuvieron lugar en enero del año siguiente, muchos con la banda Felt Pilotes. Entre febrero y abril de 1993, grabaron su primer EP de vinilo, Tidal Wave, y lo lanzaron en junio bajo el logo Elephant Six.

### Hypnotic SuggestionyFun Trick Noisemaker
Conflictos internos llevarían a Chris Parfitt dejar la banda a principios de 1994. John Hill, un excompañero de banda de McIntyre, se unió a la banda como guitarrista rítmico, mientras que Schneider comenzó a tocar la guitarra solista. Para este momento Schneider había comenzado a tomar mayor control creativo de la banda, cambiando sus cualidades más fuertes de rock a un sonido pop con influencias de neopsicodelia.
A mediados de 1994, después del EP Hypnotic Suggestion, McIntyre dejó la banda debido a una serie de desgracias personales, así como las limitaciones artísticas que surgieron tras la salida de Parfitt. Tras dificultades para encontrar un bajista permanente, la banda recurrió a una serie de colaboradores frecuentes, incluyendo a Jeff Mangum de Neutral Milk Hotel, Kurt Heasley de Lilys, Kyle Jones y Joel Evans, entre otros. Un año después lanzaron álbum debut Fun Trick Noisemaker.

### Consolidación y pausa
La banda estuvo de gira durante 1996, tocando en Japón por primera vez. Realizaron sesiones de estudio en Pet Sounds para su segundo álbum, Tone Soul Evolution, pero los miembros no estuvieron satisfechos con la calidad de las grabaciones. La mayoría de las canciones volvieron a grabarse en Studio .45 en Hartford, Connecticut antes de su lanzamiento. En 1999, Chris McDuffie se unió a la banda, tocando sintetizadores y percusión. Dejaría el grupo antes de que se lanzara Velocity of Sound en 2002.
Durante este período, la banda se hizo conocida por su aparición en un video musical de The Powerpuff Girls interpretando la canción "Signal in the Sky (Let's Go)". Se emitió después del séptimo episodio de la temporada 4, "Superfriends", que se basó en la letra de la canción. El 6 de febrero de 2007, The Apples in Stereo lanzó su sexto álbum de estudio, New Magnetic Wonder. Yep Roc Records lanzó # 1 Hits Explosion, una compilación, el 1 de septiembre de 2009. Su más reciente álbum, Travelers in Space and Time, fue lanzado el 20 de abril de 2010. Tras el fallecimiento del tecladista Bill Doss por aneurisma el 31 de julio de 2012, Schneider dijo: "Estoy desconsolado por la pérdida de mi amigo, colaborador y compañero de banda de toda la vida. Mi mundo nunca volverá a ser el mismo sin el maravilloso, divertido y sumamente creativo Bill Doss". The Apples in Stereo hizo una pausa en el otoño de 2012 y Schneider comenzó un doctorado en matemáticas de la Universidad de Emory. Recibió su título en 2018.

## Integrantes
| Instrumento    | De 1992 a 1993   | De 1993 a 1994   | De 1995 a 1999   | De 1999 a 2002   | De 2002 a 2006          | De 2006 al presente     |
| -------------- | ---------------- | ---------------- | ---------------- | ---------------- | ----------------------- | ----------------------- |
| Voz            | Robert Schneider | Robert Schneider | Robert Schneider | Robert Schneider | Robert Schneider        | Robert Schneider        |
| Guitarra líder | Chris Parfitt    | Robert Schneider | Robert Schneider | Robert Schneider | Robert Schneider        | Robert Schneider        |
| Guitarra       |                  | John Hill        | John Hill        | John Hill        | John Hill               | John Hill               |
| Bajo           | Jim McIntyre     | Jim McIntyre     | Eric Allen       | Eric Allen       | Eric Allen              | Eric Allen              |
| Batería        | Hilarie Sidney   | Hilarie Sidney   | Hilarie Sidney   | Hilarie Sidney   | John Dufilho            | John Dufilho            |
| Teclados       |                  |                  |                  | Chris McDuffie   | Bill Doss John Ferguson | Bill Doss John Ferguson |

## Discografía

### Álbumes de estudio
- Fun Trick Noisemaker (1995)
- Tone Soul Evolution (1997)
- Her Wallpaper Reverie (1999)
- The Discovery of a World Inside the Moone (2000)
- Velocity of Sound (2002)
- New Magnetic Wonder (2007)
- Travellers in Space and Time (2010)

### EPs
- Tidal Wave 7" (June 1993)
- Hypnotic Suggestion EP (1994)
- Look Away + 4 (22 de febrero de 2000)
- Let's Go! (17 de julio de 2001)

### Álbumes en vivo
- Live in Chicago (2001)